# Дамія Абелья
Дамія Абелья Перес (ісп. Damià Abella Pérez; нар. 15 квітня 1982, Фігерас), відомий як просто Дамія — іспанський футболіст, що грав на позиції півзахисника за низку клубних іспанських команд. Чемпіон Іспанії у складі «Барселони».

## Клубна кар'єра
Народився 15 квітня 1982 року в місті Фігерасі. Вихованець юнацьких команд «Ферран Марторель» та «Капрабо».
У дорослому футболі дебютував 2001 року виступами за команду «Пералада», потім провів по сезону за команди «Валенсія Месталья» та «Фігерас».
Влітку 2004 року перейшов до лав «Барселони». Активно залучався до матчів другої команди, утім й за головну команду провів дев'ять ігор у переможному для неї сезоні 2004/05 Ла-Ліги. Наступного сезону припинив потрапляти до заявки головної команди каталонців і першу половину 2006 року провів в оренді в «Расінгу» (Сантандер), після чого на умовах повноцінного контракту приєднався до команди «Реал Бетіс». У цій команді відіграв ще три сезони в Ла-Лізі та один сезон у Сегунді, куди «Бетіс» вибув 2009 року.
Протягом 2010—2014 років знову виступав в елітному іспанському дивізіоні, цього разу захищаючи клубні кольори «Осасуни». а завершив ігрову кар'єру в англійському друголіговому «Мідлсбро», за який провів декілька ігор у сезоні 2014/15 років.

## Виступи за збірну
Протягом 2004—2016 років провів 4 матчі за невизнану ФІФА та УЄФА національну збірну Каталонії.

## Титули і досягнення
- Чемпіон Іспанії (1):

«Барселона»: 2004–2005
- Володар Суперкубка Іспанії з футболу (1):

«Барселона»: 2005